# Escoutay
L'Escoutay est une rivière française affluente du Rhône (rive droite) dans  le département de l'Ardèche, en région Auvergne-Rhône-Alpes. Coulant vers l'est en descendant vers le Rhône, il passe successivement à Alba-la-Romaine, Saint-Thomé, Saint-Alban et se jette dans le fleuve au nord de Viviers. De nombreux ruisseaux le rejoignent.

## Géographie
De 22,8 km de longueur, l'Escoutay prend sa source au pied du plateau du Coiron. Il circule sur des sols calcaires et argilo-calcaires vers le sud-est, et rejoint le Rhône à Viviers.

## Communes traversées

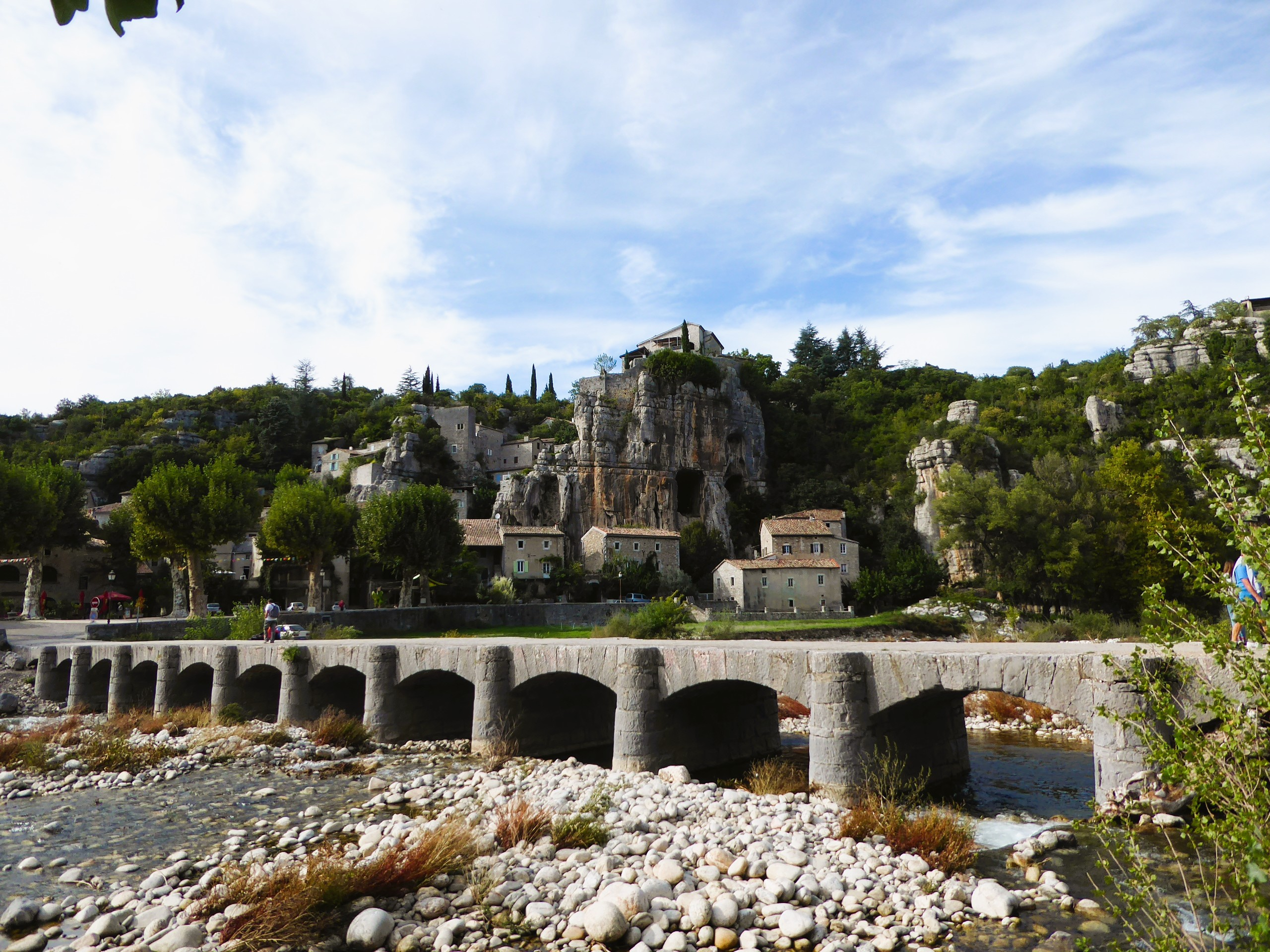
Pont d'Alba-la-Romaine.

Dans le seul département de l'Ardèche, l'Escoutay traverse les cinq communes suivantes, de l'amont vers l'aval, de Saint-Jean-le-Centenier (source), Saint-Pons, Alba-la-Romaine, Saint-Thomé, Viviers (confluence).

## Hydrologie

### L'Escoutay à Viviers
À Viviers, le module calculé  est de 3.6 m3/s par analogie à d'autres bassins de référence.

### Crues et étiages
Soumis à un régime cévenol, l'Escoutay subit de puissantes crues dues aux fortes pluies automnales. Le reste de l'année le débit de l'Escoutay est faible.
Les crues caractéristiques sont les suivantes : Q10=500 m3/s Q100=900 m3/s et Q1000=1200 m3/s.
.

## Affluents
L'Escoutay a vingt-six affluents contributeurs référencés, dont les principaux sont :
- Ruisseau du Vernet (rg), 8,4 km sur les communes de Berzème, Saint-Jean-le-Centenier, Saint-Gineis-en-Coiron et Saint-Pons avec deux affluents ;
- Le Vernet (rg), 8,4 km sur les communes de Berzème, Saint-Pons et Sceautres avec un affluent ;
- Ruisseau de Téoulemale (rg), 9 km sur les communes d'Alba-la-Romaine et Sceautres ;
- Ruisseau de Léguille (rg), 6,8 km sur les communes d'Alba-la-Romaine et Aubignas avec trois affluents ;
- Ruisseau du Carme (rg), 6,3 km sur les communes de d'Alba-la-Romaine, Le Teil et Saint-Thomé avec un affluent ;
- Le Salauzon (rd), 9,4 km sur les communes d'Alba-la-Romaine, Saint-Andéol-de-Berg, Valvignères et Saint-Thomé avec deux affluents ;
- La Nègue (rd), 14,6 km sur les communes de Gras, Larnas et Saint-Thomé avec six affluents ;

## Peinture
L'Escoutay a inspiré plusieurs peintures à Stanley William Hayter lors de ses séjours à Alba-la-Romaine au début des années 1950 (Georges Limbour, Hayter, Le Musée de Poche, Paris, Georges Fall éditeur, 1962, p. 44)
Les bords de la rivière font partie des lieux privilégiés de Fanny Cottençon.